# Estland op het Eurovisiesongfestival 2004
Estland nam deel aan het Eurovisiesongfestival 2004 in Istanboel, Turkije. Het was de 10de deelname van het land op het Eurovisiesongfestival. De selectie verliep via het jaarlijkse Eesti Laul, waarvan de finale plaatsvond op 7 februari 2004. ETV was verantwoordelijk voor de Estse bijdrage voor de editie van 2004.

## Selectieprocedure
De nationale finale vond plaats op 7 februari 2004 in de studio's van de nationale omroep in Tallinn en werd gepresenteerd door Marko Reikop en Karmel Eikner
In totaal deden er 10 artiesten mee aan deze nationale finale. 
De winnaar werd bepaald door televoting.
| Volgorde | Artiest               | Lied                       | Punten | Plaats |
| -------- | --------------------- | -------------------------- | ------ | ------ |
| 1        | Slobodan River        | "Surrounded"               | 2080   | 3      |
| 2        | Ewert Sundja          | "Dance"                    | 640    | 7      |
| 3        | Zone & Cardinals      | "Turn The Tide"            | 581    | 8      |
| 4        | Charlene              | "Whatever You Say"         | 785    | 6      |
| 5        | Airi Ojamets          | "I Wanna Stay"             | 393    | 9      |
| 6        | Hatuna & Sofia Rubina | "Whenever Blue"            | 188    | 10     |
| 7        | Maarja                | "Homme"                    | 1320   | 4      |
| 8        | Neiokõsõ              | "Tii"                      | 8696   | 1      |
| 9        | Kerli Kõiv            | "Beautiful Inside"         | 3638   | 2      |
| 10       | Charizma              | "I'll Give You A Mountain" | 1157   | 5      |

## In Istanboel
In Turkije moest Estland aantreden als 17de in de halve finale, net na Slovenië en voor Kroatië. Op het einde van de puntentelling bleek dat ze op een 11de plaats waren geëindigd met 57 punten.
Men ontving 2 keer het maximum van de punten.
Dit was net niet genoeg om de finale te bereiken. 
Nederland en België hadden geen punten over voor deze inzending.

### Gekregen punten

#### Finale
| 12 punten           | 10 punten              | 8 punten   | 7 punten  | 6 punten                                             |
| ------------------- | ---------------------- | ---------- | --------- | ---------------------------------------------------- |
| - Finland - Letland | - Litouwen             |            | - IJsland |                                                      |
| 5 punten            | 4 punten               | 3 punten   | 2 punten  | 1 punt                                               |
| - Portugal          | - Servië en Montenegro | - Oekraïne |           | - Albanië - Noorwegen - Verenigd Koninkrijk - Zweden |

### Punten gegeven door Estland

#### Halve Finale
Punten gegeven in de halve finale:
| 12 punten | Oekraïne    |
| 10 punten | Malta       |
| 8 punten  | Nederland   |
| 7 punten  | Finland     |
| 6 punten  | Cyprus      |
| 5 punten  | Letland     |
| 4 punten  | Griekenland |
| 3 punten  | Denemarken  |
| 2 punten  | Wit-Rusland |
| 1 punt    | Albanië     |

#### Finale
Punten gegeven in de finale:
| 12 punten | Oekraïne             |
| 10 punten | Zweden               |
| 8 punten  | Rusland              |
| 7 punten  | Cyprus               |
| 6 punten  | Malta                |
| 5 punten  | Griekenland          |
| 4 punten  | Verenigd Koninkrijk  |
| 3 punten  | Nederland            |
| 2 punten  | Duitsland            |
| 1 punt    | Servië en Montenegro |